# Victor Obinna
Victor Nsofor Obinna (* 25. März 1987 in Jos) ist ein nigerianischer ehemaliger Fußballspieler.

## Karriere

### Im Verein
Obinna wechselte zur Saison 2005/06 erstmals ins Ausland zum italienischen Serie-A-Verein Chievo Verona. Im Sommer 2008 unterschrieb er einen Vierjahresvertrag bei Inter Mailand. Von dort sollte er direkt weiter an den FC Everton verliehen werden, was jedoch scheiterte, da Obinna keine Arbeitserlaubnis für Großbritannien bekam. Daher blieb er bei Inter und spielte am 4. Oktober 2008 erstmals in der Serie A, der höchsten italienischen Spielklasse. Im Spiel den FC Bologna wurde er in der 88. Minute für Ricardo Quaresma eingewechselt. Am 19. Oktober 2008 erzielte er im Auswärtsspiel gegen den AS Rom sein erstes Tor.
Zu Beginn der Saison 2009/10 wurde er für ein Jahr zum FC Málaga verliehen, am 27. August 2010 an West Ham United. Im Sommer 2011 wechselte er zu Lokomotive Moskau in die russische Premjer-Liga. Im Januar 2014 wurde er an seinen früheren Verein Chievo Verona verliehen, von wo aus er im nachfolgenden Sommer nach Russland zurückkehrte. Bei Lokomotive spielte er allerdings keine Rolle mehr, weswegen sein Vertrag nicht über den Sommer 2015 hinaus verlängert wurde. Er schloss sich im September 2015 dem deutschen Zweitligisten MSV Duisburg an, mit dem nach verlorener Relegation in die 3. Liga abstieg.
Vor der Saison 2016/17 schloss sich Obinna dem Bundesligisten SV Darmstadt 98 an. Sein Vertrag wurde am Ende Januar 2017 aufgelöst. Nach seiner Zeit in Südafrika bei Cape Town City FC beendete er seine Laufbahn.

### In der Nationalmannschaft
Am 25. Juni 2008 gab Obinna in der Afrikameisterschaft gegen Mali sein Debüt in der nigerianischen Nationalmannschaft. Er kam im Laufe des Turniers dreimal zum Einsatz, Nigeria belegte am Ende Platz drei. Danach nahm er mit der nigerianischen U-23-Auswahl an den Olympischen Spielen 2008 in China teil und gewann die Silbermedaille.

## Erfolge/Titel
Als Nationalspieler 
- Dritter Platz bei der Afrikameisterschaft: 2006
- Silbermedaille beim olympischen Fußballturnier 2008

 Mit seinen Vereinen 
- Italienischer Zweitligameister: 2007/08
- Italienischer Supercupsieger: 2008, 2010
- Italienischer Meister: 2008/09